# 新死亡游戏
《新死亡游戏》，是1972年林兵执导、何宗道等出演的电影作品，该电影主要讲述的是一个人为了救女朋友，与一群恶徒战斗的故事。
该作致敬了李小龙的遗作《死亡游戏》。

## 電影內容
有一个人意外的得到了一袋钱，然而之后，一些恶徒因此找上了他，希望这个人把钱给他们，但是却遭到了这个人的拒绝，于是这些恶徒便绑架了这个人的女友来威胁他。
而对于这些，这个人为了恋人，于是他将这些人全部击败，而后，被击败了恶徒们放了这个人的恋人，然后纷纷去自首了。

## 演员
- 山茅
- 何宗道
- 王凱
- 龙飞

## 上映
该作于1975年在香港、台湾、西德和荷兰上映。它于1976年在美国、法国和丹麦发行。该片于1977年5月在土耳其上映。

## 评价
- Blood Brothers 给这部电影打了2分。(满分5分）[2]
- Thevideovaccum.com 给了这部电影打了2.5分。[3]
- Variedcelluloid给了这部电影打了4分。[4]

## 外部連結
- 豆瓣电影上《新死亡游戏》的資料 （简体中文）
- 香港影庫上《新死亡游戏》的資料（繁體中文）
- 互联网电影数据库（IMDb）上《新死亡游戏》的资料（英文）
- 爛番茄上《新死亡游戏》的資料（英文）